# Torre Alta (Castell Ferran)
La Torre Alta és un cim de 842,2 metres a la comarca de l'Anoia. Està situat al terme d'El Bruc, al nord-oest del Coll de Can Maçana que el separa del massís de Montserrat.
Sovint se'l confon per la Torre Baixa, de 791 metres, situada al sud, també anomenada Castellferran degut a la torre de defensa homònima que s'erigeix al cim. A ambdós tossals se'ls coneix per Les Torres.
Aquest cim està inclòs al llistat dels 100 cims de la FEEC
S'hi accedeix des de l'aparcament del coll de Can Maçana, es segueix el sender GR 172 cap a l'oest i, a uns 700 metres, un camí poc fressat es desvia a mà dreta fins al cim.